# Topik

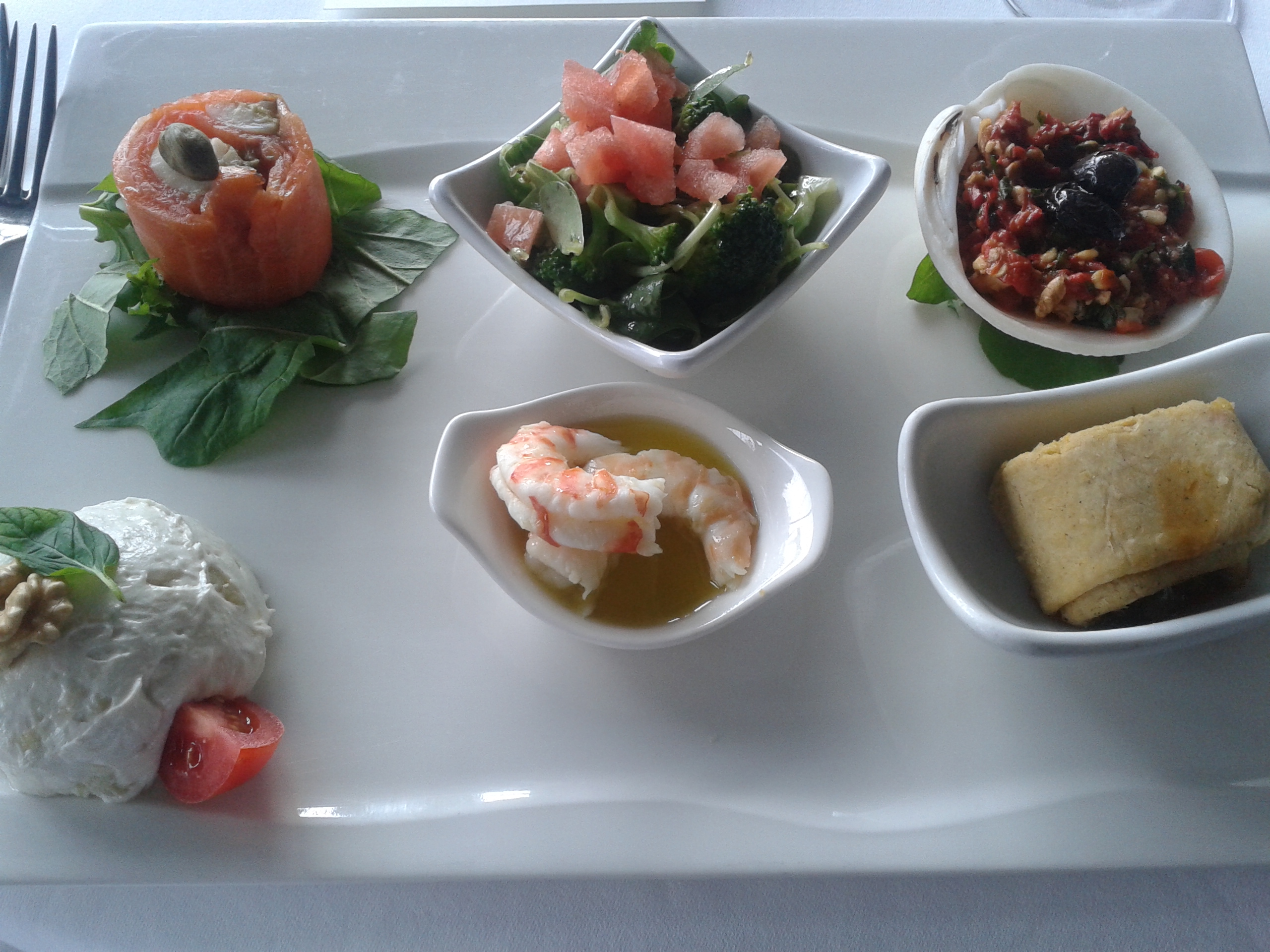
Plat de meze/entrant amb topik a Turquia

Topik és un entrant, o més aviat un meze, de la cuina d'Istanbul, forma part de la Gastronomia de Turquia. Es fa amb puré de cigró, com a ingredient bàsic: tot i això, no és un plat gaire semblant a l'hummus. Es presenta en forma d'una pilota (top en turc). Els altres ingredients són: patates, cebes, tahina, pinyons, kuş üzümü (panses de Corint) i espècies.
La paraula topik ve de l'armeni i és la forma diminutiva de la paraula turca top. Els armenis d'Istanbul fan topik i ho mengen especialment en el dinar de Cap d'Any.
Aquest plat generalment se serveix en els meyhane (tavernes) locals com "Boncuk" (Beyoğlu) o "Kör Agop" (al barri de Kumkapı) al qual pertany la comunitat armènia d'Istanbul.

## En la cultura popular
En una obra de teatre turc hi ha un caràcter que es diu Topikçi (venedor de topik), i que serveix topik als comensals en una taverna.